# Churcampa
Churcampa (en quechua: Churkampa) es la capital del distrito y provincia homónimos, ubicada en el departamento de Huancavelica, Perú. Según el censo de 2005, cuenta con 2.527 habitantes.

## Clima
| Parámetros climáticos promedio de Churcampa | Parámetros climáticos promedio de Churcampa | Parámetros climáticos promedio de Churcampa | Parámetros climáticos promedio de Churcampa | Parámetros climáticos promedio de Churcampa | Parámetros climáticos promedio de Churcampa | Parámetros climáticos promedio de Churcampa | Parámetros climáticos promedio de Churcampa | Parámetros climáticos promedio de Churcampa | Parámetros climáticos promedio de Churcampa | Parámetros climáticos promedio de Churcampa | Parámetros climáticos promedio de Churcampa | Parámetros climáticos promedio de Churcampa | Parámetros climáticos promedio de Churcampa |
| Mes                                         | Ene.                                        | Feb.                                        | Mar.                                        | Abr.                                        | May.                                        | Jun.                                        | Jul.                                        | Ago.                                        | Sep.                                        | Oct.                                        | Nov.                                        | Dic.                                        | Anual                                       |
| ------------------------------------------- | ------------------------------------------- | ------------------------------------------- | ------------------------------------------- | ------------------------------------------- | ------------------------------------------- | ------------------------------------------- | ------------------------------------------- | ------------------------------------------- | ------------------------------------------- | ------------------------------------------- | ------------------------------------------- | ------------------------------------------- | ------------------------------------------- |
| Temp. máx. media (°C)                       | 19.2                                        | 18.8                                        | 18.7                                        | 19.7                                        | 20.1                                        | 19.8                                        | 19.7                                        | 20.5                                        | 20.7                                        | 21.3                                        | 21.6                                        | 20.2                                        | 20                                          |
| Temp. media (°C)                            | 12.7                                        | 12.5                                        | 12.3                                        | 12.4                                        | 11.6                                        | 10.4                                        | 10.3                                        | 11.3                                        | 12.4                                        | 13.3                                        | 13.5                                        | 12.9                                        | 12.1                                        |
| Temp. mín. media (°C)                       | 6.3                                         | 6.3                                         | 6                                           | 5.2                                         | 3.1                                         | 1                                           | 0.9                                         | 2.1                                         | 4.1                                         | 5.3                                         | 5.4                                         | 5.7                                         | 4.3                                         |
| Precipitación total (mm)                    | 134                                         | 133                                         | 142                                         | 47                                          | 24                                          | 11                                          | 17                                          | 25                                          | 47                                          | 60                                          | 60                                          | 96                                          | 796                                         |
| Fuente: climate-data.org                    |                                             |                                             |                                             |                                             |                                             |                                             |                                             |                                             |                                             |                                             |                                             |                                             |                                             |